# Военная полиция Болгарии
Служба военной полиции (болг. Служба "Военна полиция") — обособленное структурное подразделение в составе вооружённых сил Болгарии.

## История
Служба военной полиции, находившаяся в прямом подчинении генерального штаба вооружённых сил страны, была создана в соответствии с постановлением Совета министров Болгарии № 217 от 5 ноября 1991 года, её штатная численность изначально была определена в 1000 человек.
В течение 1992 года в стране были сформированы подразделения военной полиции.
Весной 1992 года Болгария направила миротворческий контингент в Камбоджу (в состав которого были включены 11 военных полицейских).
В декабре 1999 года военная полиция была объединена с военной контрразведкой в службу военной полиции и военной контрразведки (болг. Служба "Сигурност – Военна полиция и Военно контраразузнаване"), но 1 января 2008 года эта служба была расформирована, контрразведывательные функции службы были переданы Агентству национальной безопасности Болгарии, а военной полиции было возвращено прежнее название — Служба военной полиции.
С августа 2003 года до декабря 2008 года болгарские военные полицейские находились в составе болгарского военного контингента в Ираке.
С февраля 2004 до июня 2005 года они участвовали в миссии ООН в Эфиопии и Эритрее (UNMEE).
В августе 2005 года военные полицейские были отправлены в состав сил ISAF в Афганистане. В составе болгарского военного контингента в Афганистане отделение военной полиции находилось до начала июля 2014 года, когда оно было выведено из Афганистана. Кроме того, болгарские военные полицейские входили в число сотрудников полиции стран Евросоюза, находившихся в Афганистане по программе EUPOL — Afghanistan.
С июня 2006 года болгарские военные полицейские участвуют в операции ЕС «Althea» в Боснии и Герцеговине.
С декабря 2008 до декабря 2009 года болгарские военные полицейские находились в составе сил KFOR, они обеспечивали охрану здания штаба НАТО в Скопье.
С января до сентября 2009 года они находились в составе наблюдателей Евросоюза в Грузии (European Union Monitoring Mission in Georgia).
В начале 2010 года на вооружение военной полиции поступили 25 бронеавтомобилей SandCat.
В июне 2011 года правительством был принят новый «Закон о военной полиции», в соответствии с которым СВП является главным органом, обеспечивающим безопасность военной службы в вооруженных силах страны, организационно входит в состав министерства обороны и находится в прямом подчинении министра обороны.
В 2012 году было подписано соглашение с НАТО, в соответствии с которым Болгария приняла на себя обязательства подготовить и передать в состав сил быстрого реагирования НАТО (NATO Response Force) один взвод военной полиции. В этом же году взвод прошёл подготовку по стандартам НАТО.
В 2016 году была утверждена и вступила в силу "Доктрина военной полиции". Кроме того, в 2016 году было подписано дополнительное соглашение с НАТО, в соответствии с которым Болгария перевела одну роту военной полиции в состояние постоянной готовности.

## Современное состояние
Служба военной полиции включает в себя штаб-квартиру (центральное управление) в Софии, общую и специальные инспекции и региональное управление. Региональному управлению подчинены пять районных отделов в городах Варна, Плевен, Пловдив, Сливен и София, а им, в свою очередь, — 16 региональных военно-полицейских формирований, размещенных в местах дислокации соединений и частей болгарской армии.
Для участия в коалиционных действиях (в том числе, за границами страны) в рамках НАТО подразделения военной полиции Болгарии регулярно проходят подготовку на базе учебного центра США «Hohenfels Training Area» в ФРГ. Для деятельности в ходе миссий и операций НАТО и ЕС подготовлена рота военной полиции, личный состав которой на ротационной основе участвовал в операциях НАТО, Евросоюза, а также миссиях ООН.
В 2012 году штатная численность службы составляла 960 человек (фактическая укомплектованность личным составом — 94 %), на вооружении находилось оружие нелетального действия (пневматические винтовки FN 303), стрелковое оружие (пистолеты ПМ и SIG Pro 2022; пистолеты-пулемёты MP.5А3; автоматы Калашникова и автоматические винтовки HK416N; снайперские винтовки PGM Ultima Ratio), бронемашины SandCat и автомашины «Mercedes G-Wagen».